# Borno (Lombardei)
Borno (im camunischen Dialekt Búren) ist eine italienische Gemeinde in der Provinz Brescia, Lombardei mit 2440 Einwohnern (Stand 31. Dezember 2023).
Der Ort liegt im Valcamonica. Die Nachbargemeinden sind Angolo Terme, Azzone, Ossimo, Piancogno und Schilpario.
Gianmarco Busca (* 1965), der heutige Bischof von Mantua, war in den 1990er-Jahren Kaplan in Borno.
Borno ist Geburtsort von Kardinal Giovanni Battista Re, dem Dekan des Kardinalkollegiums im Jahr 2025. Re zelebrierte die Trauerfeier für Papst Franziskus.